# Swertia gonczaroviana
Swertia gonczaroviana är en gentianaväxtart som beskrevs av V.V. Pissjaukova. Swertia gonczaroviana ingår i släktet Swertia och familjen gentianaväxter. Inga underarter finns listade i Catalogue of Life.